# Гай Лициний Столон
Гай Лициний Калв Столон (на латински: Gaius Licinius Calvus Stolo) е политик на Римската република през 4 век пр.н.е.
От 376 до 367 пр.н.е. Столон е осем пъти е народен трибун. През 367 пр.н.е. заедно с Луций Секстий Латеран предлагат законите Leges Liciniae Sextiae, с които се дава право на плебеите да заемат длъжността консул и се ограничава количеството на завладяна по време на война земя (ager publicus), която един собственик може да притежава. Докато Секстий Латеран става консул през следващата година, Столон става консул едва през 361 пр.н.е. (Fasti Capitolini).
През 357 пр.н.е. Столон е осъден да заплати значителна глоба, заради нарушаване на собствения си земеделски закон.